# Ruby (linguaggio di programmazione)
Ruby è un linguaggio di programmazione interpretato open source completamente a oggetti. Nato nel 1995 come progetto personale del giapponese Yukihiro Matsumoto (spesso chiamato semplicemente Matz), prende spunto da altri linguaggi come Perl, SmallTalk, Eiffel, Ada e Lisp con lo scopo di bilanciare con cura i paradigmi di programmazione funzionale e imperativa.
Il successo di framework come Ruby on Rails ha aiutato la diffusione di Ruby soprattutto nello sviluppo di applicazioni web. Risulta attualmente nei primi dieci posti dei linguaggi maggiormente popolari e utilizzati nel mondo secondo vari indici di misurazione specifica, come per esempio TIOBE.

## Sistemi operativi
L'interprete Ruby originale, il Matz's Ruby Interpreter, abbreviato come MRI, è disponibile per i seguenti sistemi operativi:
- La maggior parte dei sistemi basati su Unix
- DOS
- Microsoft Windows 95/98/2000/2003/NT/XP/Vista/7/8/8.1/10
- macOS
- BeOS
- Amiga OS
- Acorn RISC OS
- OS/2
- Syllable
- PlayStation Portable
- Android

Potrebbero esistere port per altri sistemi operativi. 
Ruby MRI è stato sostituito nella versione 1.9 di Ruby da YARV, acronimo di Yet Another Ruby VM.
Oltre alle implementazioni ufficiali, MRI prima, e YARV poi, esistono alternative, come JRuby, implementazione mista in Java e Ruby che gira sulla macchina virtuale Java.

## Caratteristiche principali
Ruby, pur essendo un linguaggio ad oggetti, presenta alcune caratteristiche tipiche dei paradigmi imperativo e funzionale.
Il paradigma ad oggetti di Ruby è puro, come quello di Smalltalk, ossia ogni componente del linguaggio, dalle costanti numeriche alle classi, è un oggetto, e come tale può possedere metodi. Tuttavia a differenza dei linguaggi come C++ e derivati gli oggetti in Ruby sono qualcosa di molto più dinamico, in quanto è possibile aggiungere o modificare metodi in run-time. Perciò Il tipo di un oggetto non è definito tanto dalla classe che lo ha istanziato, quanto dall'insieme dei metodi che possiede, o, secondo la terminologia abitualmente utilizzata per i linguaggi stile Smalltalk, dei messaggi a cui sa rispondere.
In Ruby, dunque, è fondamentale il duck typing (dall'inglese if it looks like a duck, and quacks like a duck, it must be a duck: "se sembra un'anatra e fa il verso di un'anatra, dev'essere un'anatra"), ovvero il principio secondo il quale il comportamento di una funzione sui suoi argomenti non deve essere determinato dal tipo di questi (come accade in C++ e altri linguaggi staticamente tipizzati), bensì da quali messaggi essi sono in grado di gestire.
Un'altra caratteristica fondamentale di Ruby è costituita dai cosiddetti blocchi, che sono sostanzialmente delle chiusure (ovvero funzioni dotate di ambiente), che consentono di sostituire i cicli espliciti, frequenti nei linguaggi a basso livello, con l'utilizzo di iteratori, celando all'esterno i meccanismi interni del ciclo in questione.

## Esempi

### Hello world
Il seguente esempio scrive sul terminale di output il testo "Hello world".
```
puts
 
"Hello World"

```

### Classi e metodi
Ecco un programma semanticamente identico al precedente, ma che si avvale del paradigma a oggetti di Ruby.
```
class
 
Greeter

  
attr_reader
 
:recipient

  
def
 
initialize
(
recipient
)

    
@recipient
 
=
 
recipient

  
end

  
def
 
greet

    
puts
 
"Hello 
#{
recipient
}
"

  
end

end

greeter
 
=
 
Greeter
.
new
(
"world"
)

greeter
.
greet

```

### Duck typing
La funzione definita qui di seguito agisce diversamente a seconda dei messaggi a cui il suo argomento risponde.
```
def
 
text_of
(
widget
)

  
if
 
widget
.
respond_to?
 
:caption

    
widget
.
caption

  
elsif
 
widget
.
respond_to?
 
:text

    
widget
.
text

  
else

    
raise
 
"no text associated to widget 
#{
widget
}
"

  
end

end

```

### Blocchi e iteratori
I cicli in Ruby sono generalmente eseguiti mediante iteratori, a cui viene passato un blocco, sotto forma di codice compreso fra le parole chiave do e end, come illustrato nel seguente esempio,
```
5
.
times
 
do

  
puts
 
"Hello world"

end

```

in cui il metodo times dell'oggetto "numero 5" si preoccupa di eseguire il giusto numero di volte (5, per l'appunto) il codice indicato.
Nella definizione di un iteratore, si usa la parola chiave yield.
```
class
 
Integer

  
def
 
times_header_and_footer

    
puts
 
"-- BEGIN --"

    
times
 
do

      
yield

    
end

    
puts
 
"-- END --"

  
end

end

5
.
times_header_and_footer
 
do

  
puts
 
"Hello world"

end

```

Si noti come la classe Integer (una classe predefinita) sia stata riaperta per l'aggiunta di un metodo. L'output dello script è
```
-- BEGIN -- 
Hello world
Hello world
Hello world
Hello world
Hello world
-- END --
```

### Commenti
Commenti su riga singola o su più righe
```
# Questo è un commento

=begin

   Questo è

   un commento

   su più righe

=end

```

Notare che nei commenti disposti su più righe, =begin e =end devono trovarsi all'inizio della riga, senza alcuna indentazione.